# Филадельфийский конвент
Филадельфийский конвент, проходивший с 25 мая по 17 сентября 1787 года в Филадельфии, штат Пенсильвания, был созван для пересмотра Статей Конфедерации. Несмотря на то, что изначально Конвент был задуман только для исправления и уточнения существующих законов, в ходе дискуссий участники Конвента перешли к созданию нового документа — Конституции США, которая в итоге и была подписана в качестве основного закона нового государства.

## Предыстория
После получения независимости 13 американских штатов в качестве основного закона использовали Статьи Конфедерации, принятые ещё во время войны на Втором континентальном конгрессе. Однако федеральное правительство, действующее в рамках Статей, оказалось слишком слабым и не обладало достаточными полномочиями для разрешения возникавших между штатами конфликтов. К таким конфликтам относится, например, спор между Мэрилендом и Виргинией о положении границы между штатами вдоль реки Потомак. Кроме того, правительство не обладало достаточной властью для сбора налогов и в финансовом отношении полностью зависело от штатов.
В сентябре 1786 года в городе Аннаполис (штат Мэриленд) прошла конференция, на которую прибыли делегаты 5 штатов (Нью-Джерси, Пенсильвания, Нью-Йорк, Делавэр и Виргиния). Целью конференции было исправление недостатков, присущих Статьям Конфедерации. Однако участники сочли, что штатов, представленных на конференции, недостаточно для принятия решения, поэтому на май 1787 года был назначен Конвент в Филадельфии. Отчёт о конференции в Аннаполисе был направлен в Конгресс. В отчёте была выражена надежда на то, что на предстоящий Конвент приедут делегаты из большего количества штатов и договорённость о необходимых исправлениях в Статьях будет достигнута.

## Конвент
Для участия в Конвенте было избрано 74 делегата от 12 штатов. Единственным штатом, отказавшимся прислать своих представителей, стал Род-Айленд. Из-за того, что путешествия на большие расстояния в те времена были затруднительны, многие делегаты не смогли приехать в срок, поэтому, несмотря на то что начало было назначено на 14 мая, кворум из 7 штатов был обеспечен лишь к 25 мая, а максимальное количество участников, присутствовавших на Конвенте, составило 55 человек. В Конвенте приняло участие большинство отцов-основателей, за исключением Томаса Джефферсона и Джона Адамса. Председателем был избран Джордж Вашингтон.
Конвент прошёл в здании, ставшем впоследствии известным как Индепенденс-холл.

## Список делегатов
Из 70 назначенных представителей штатов в работе Конвента приняли участие 55 делегатов.
| Нью-Гемпшир    | Николас Гилман, 32, купец Джон Лэнгдон, 44, купец | Массачусетс       | Элбридж Томас Герри, 43, купец Натаниэль Горам, 49, бизнесмен Руфус Кинг, 32, адвокат Калеб Стронг, 44, адвокат |
| Коннектикут    | Оливер Эллсворт, 24, адвокат Уильям Сэмюэл Джонсон, 60, адвокат Роджер Шерман, 67, адвокат | Нью-Йорк          | Александр Гамильтон, 32, адвокат Джон Лансинг, 33, адвокат Роберт Йетс, 49, адвокат |
| Нью-Джерси     | Дэвид Брерли, 42,адвокат Джонатан Дейтон, 26, адвокат Уильям Черчилль Хьюстон, 41, адвокат Уильям Ливингстон, 64, адвокат Уильям Патерсон, 44, адвокат                                            | Пенсильвания      | Джордж Клаймер, 48, бизнесмен Томас Фитцсимонс, 46, купец Бенджамин Франклин, 81, изобретатель Джаред Ингерсолл, 38, адвокат Томас Миффлин, 43, купец Говернер Моррис, 35, адвокат Роберт Моррис, 53, бизнесмен Джеймс Уилсон, 46, адвокат |
| Делавэр        | Ричард Бассет, 42, адвокат и плантатор Ганнинг Бедфорд, 42, адвокат Джейкоб Брум, 35, купец Джон Дикинсон, 55, адвокат Джордж Рид, 54, адвокат                                                    | Мэриленд          | Дэниэл Кэрролл, 57, плантатор Дэниэл Дженифер, 64, плантатор Лютер Мартин, 39, адвокат Джеймс Мак-Генри, 34, врач Джон Фрэнсис Мерсер, 28, плантатор                                                                                       |
| Вирджиния      | Джон Блэр, 55, адвокат Джеймс Мэдисон, 37, плантатор Джордж Мэйсон, 62, плантатор Джеймс Макклерг, 41, врач Эдмунд Рэндольф, 34, адвокат Джордж Вашингтон, 55, плантатор Джордж Уайт, 61, адвокат | Северная Каролина | Уильям Блаунт, 38, плантатор Уильям Р. Дэви, 31, адвокат Александр Мартин, 47, купец Ричард Доббс Спейт, 39, политик Хью Уильямсон, 52, врач                                                                                               |
| Южная Каролина | Пирс Батлер, 43, плантатор Чарльз Пинкни, 29, адвокат и плантатор Чарльз Коутсуорт Пинкни, 43, адвокат и плантатор Джон Рутледж, 48, адвокат и плантатор                                          | Джорджия          | Авраам Болдуин, 33, адвокат Уильям Фью, 39, адвокат Уильям Хьюстон, 32, адвокат Уильям Пирс, 48, купец |

## Дискуссия

### План Вирджинии
Во время ожидания кворума Джеймс Мэдисон, возглавлявший делегацию Вирджинии, составил свой проект новой конституции. Этот план был предложен на рассмотрение Конвентом губернатором Вирджинии Эдмундом Рэндольфом в форме текста, состоящего из 15 тезисов. План Вирджиния включал в себя следующие положения:
- разделение федерального правительства на три ветви власти — законодательную, исполнительную и судебную;
- законодательная власть представляет собой двухпалатный парламент («легислатура из двух ветвей» в терминах Мэдисона), в который штаты направляют своих представителей в количестве, пропорциональном собственному населению;
- одна из палат парламента избирается непосредственно населением, вторая — легислатурами штатов;
- исполнительная власть назначается законодательной.

### План Нью-Джерси
В ответ на предложение Рэндольфа представитель штата Нью-Джерси Уильям Патерсон выдвинул свой вариант:
- высшим законодательным органом власти является однопалатный Конгресс, в котором каждый штат имеет ровно один голос независимо от населения;
- федеральная исполнительная власть серьёзно ограничена в своих полномочиях, в частности, не может брать на себя непосредственное командование войсками;
- штаты остаются свободными и независимыми, в соответствии со Статьями Конфедерации.

### План Гамильтона
Александр Гамильтон был сторонником британской модели государства. Поэтому предложенный им план включал в себя создание сильного централизованного государства с сокращением прав штатов, верховного правителя, избираемого пожизненно, двухпалатный парламент (верхняя палата которого, по аналогии с палатой лордов, также состоит из пожизненных депутатов). Предложение Гамильтона было отвергнуто, так как имело слишком много общего с британской монархией, а кроме того, штаты не желали отказываться от своих широких полномочий.

### Коннектикутский компромисс
План Вирджиния был признан одним из наиболее удачных, однако его положение о пропорциональном представительстве в высшей законодательной власти не устраивало малонаселённые штаты, выступавшие за равное представительство согласно плану Нью-Джерси. Тогда делегатом от штата Коннектикут, Роджером Шерманом, был предложен компромиссный вариант. Высший законодательный орган, Конгресс, состоит из двух палат. Одна из них, Палата представителей, должна быть представлена каждым штатом пропорционально населению, как и задумывалось в плане Вирджиния. Во вторую палату — Сенат — от каждого штата направляется по два представителя.
Компромисс был принят после продолжительных дебатов. Предложение Шермана с незначительными изменениями было включено в итоговый проект Конституции.

### Работорговля
Некоторые участники Конвента предлагали запретить работорговлю на всей территории Союза. В ответ на это три штата — Джорджия, Северная Каролина и Южная Каролина — заявили, что в случае принятия подобного запрета они покинут Конвент. Было решено, что вопрос о рабстве не имеет настолько серьёзного значения, чтобы из-за него ставить под угрозу ратификацию новой конституции. Поэтому был принят компромиссный вариант: Конгрессу даны полномочия запретить работорговлю на территории всех штатов, однако воспользоваться ими Конгресс может не ранее 1808 года, то есть спустя 20 лет после Конвента.

### Компромисс трёх пятых
Отдельные споры вызвал вопрос о том, как именно следует считать население штатов для распределения налогов и мест в Палате представителей. Представители южных рабовладельческих штатов настаивали на том, что при подсчётах следует учитывать всех жителей штатов, как свободных, так и рабов. Представители северных штатов выступали против, считая, что под населением штата следует понимать только свободных граждан. В итоге было достигнуто соглашение, получившее название «компромисса трёх пятых»: южные штаты имели право при определении численности своего населения прибавить к количеству свободных граждан три пятых от общего числа рабов. Компромисс трёх пятых был непосредственно включён в текст новой конституции.

## Подписание конституции
Первоначальный вариант Конституции был написан членами специально составленного для этой задачи комитета. Работа комитета длилась с 26 июля по 6 августа. Свою задачу комитет видел в том, чтобы написать текст, который, по словам одного из участников Эдмунда Рэндольфа, «мог бы быть применим к любым временам или событиям».
Окончательная версия Конституции была составлена к 17 сентября. Среди оставшихся к этом моменту делегатов трое отказались подписать её:
- Джордж Мэйсон (Вирджиния) настаивал на том, что сначала следует составить и включить в текст Билль о правах;
- Эдмунд Рэндольф считал, что в Конституции недостаточно развитая система сдержек и противовесов;
- Элбридж Герри (Массачусетс) также отметил необходимость Билля о правах, а кроме того, критиковал чрезмерно сильную исполнительную ветвь власти.

Однако 39 делегатов подписали Конституцию, после чего её проект был отправлен в Конгресс.